# کارشناس آمار

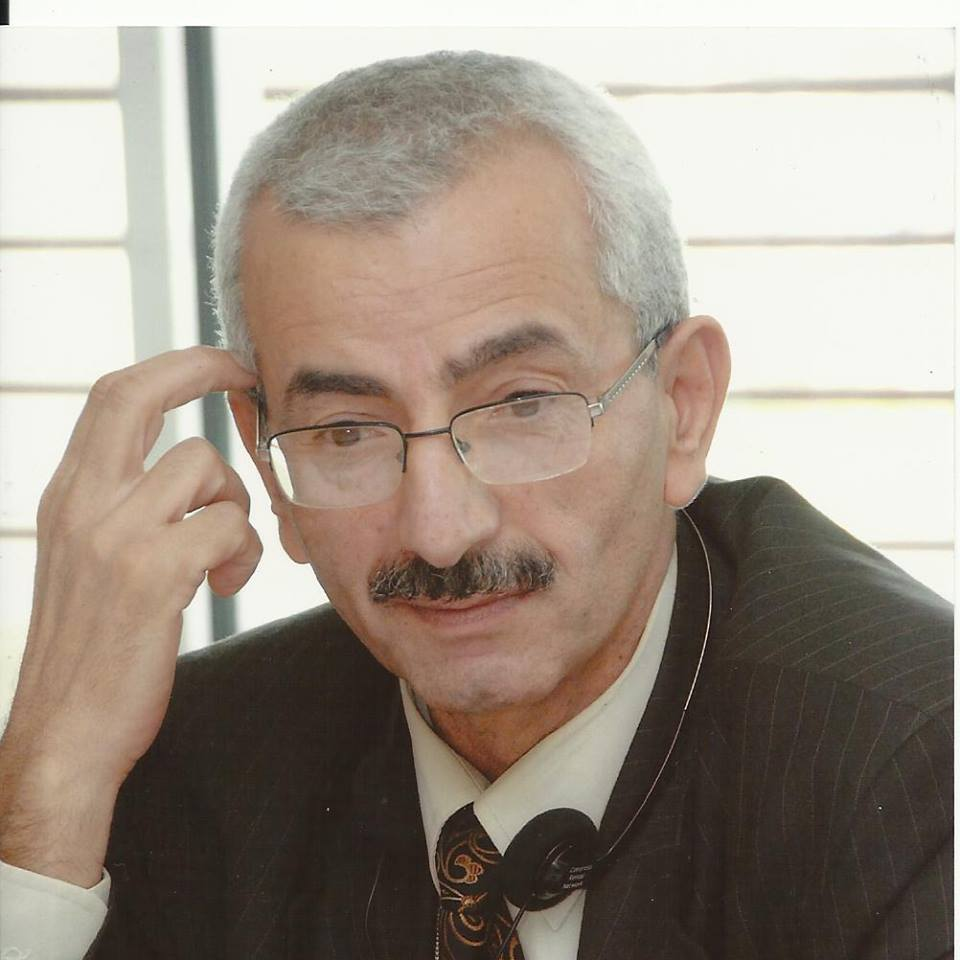
محمود عکاشه یک کارشناس آمار

کارشناس آمار (انگلیسی: Statistician) یا آمارشناس، شخصی است که با آمارهای نظری یا کاربردی کار می‌کند. این حرفه در هر دو بخش خصوصی و دولتی وجود دارد و افراد فعال در این حوزه ممکن است به عنوان کارمند یا مشاور آماری در سازمان‌های دولتی یا در شرکت‌های خصوصی فعالیت نمایند. کارشناسان آمار اغلب دانش آماری را با تخصصی دیگر ترکیب می‌کنند. بر پایه‌گذارش دفتر آمار وزارت کار آمریکا در سال ۲۰۱۴ تعداد ۲۶٫۹۷۰ کارشناس آمار در ایالات متحده آمریکا فعالیت می‌کردند، که در حدود ۳۰ درصد از این افراد برای دولت‌های فدرال، ایالتی یا محلی کار می‌کردند.